# Mirella Stech
Mirella Stech, z d. Lewandowska (ur. 27 listopada 1963) – polska siatkarka, mistrzyni i reprezentantka Polski.

## Kariera sportowa
Karierę rozpoczęła w Pałacu Bydgoszcz. Od 1981 była zawodniczką Czarnych Słupsk, z którymi zdobyła wicemistrzostwo Polski w 1983. W sezonie 1983/1984 była zawodniczką Gedanii – beniaminka I ligi, z którym zajęła jednak w rozgrywkach ligowych ostatnie, 10. miejsce. Po sezonie powróciła do Czarnych, w 1985, 1986 i 1987 wywalczyła mistrzostwo Polski, w 1988 wicemistrzostwo Polski, w sezonie 1988/1989 nie grała z uwagi na urlop macierzyński, w sezonie 1989/1990 była zawodniczką Poloneza Warszawa. W 1990 został ponownie zawodniczką Gedanii, zdobyła z nią wicemistrzostwo Polski w 1991, następnie grała w Niemczech, w zespole Vfl Vechta-Oythe, swoje ostatnie sezony (1999/2000, 2000/2001) występowała w Gedanii. Od kwietnia 2004 do maja 2005 była II trenerem Gedanii przy Jerzym Skrobeckim.
W latach 1985–1987 wystąpiła 87 razy w reprezentacji Polski seniorek, m.in. na mistrzostwach Europy w 1987 (11. miejsce)
Jest pracownikiem Akademii Wychowania Fizycznego i Sportu im. Jędrzeja Śniadeckiego w Gdańsku (w Zakładzie Zespołowych Gier Sportowych), tam w 2006 obroniła pracę doktorską Struktura skoczności w treningu siatkarek reprezentujących wysoki poziom sportowy napisaną pod kierunkiem Janusza Czerwińskiego.